# Helmore-Gletscher
Der Helmore-Gletscher ist ein kleiner Gletscher im ostantarktischen Mac-Robertson-Land. Im nördlichen Teil des Mawson Escarpment fließt er 3 km südlich des Dolinny-Gletschers in westlicher Richtung zum Lambert-Gletscher.
Luftaufnahmen der Australian National Antarctic Research Expeditions (ANARE) aus den Jahren 1956, 1960 und 1973 dienten seiner Kartierung. Das Antarctic Names Committee of Australia benannte ihn 1975 nach Reginald C. Helmore, Techniker einer ANARE-Mannschaft zur Vermessung der Prince Charles Mountains im Jahr 1973.